# Danh sách buổi biểu diễn trực tiếp của Blackpink

## Buổi hòa nhạc

### Blackpink Japan Premium Debut Showcase (2017)

#### Bối cảnh
Để quảng bá cho nhóm tại Nhật Bản, Blackpink đã tổ chức một buổi showcase debut tại địa điểm huyền thoại Nippon Budokan trước 14.000 khán giả. Đã có hơn 200.000 khán giả nộp đơn đăng ký cho vé của buổi biểu diễn. Danh sách bài hát bao gồm các bài hát được phát hành trước đây của nhóm được trình diễn bằng tiếng Nhật và encore là phiên bản tiếng Hàn của Boombayah. Buổi showcase sau đó đã được phát sóng trên kênh truyền hình của Nhật Bản M-on! HD cũng như các video trong phiên bản repackaged của mini album của nhóm Re: Blackpink được phát hành vào đầu năm 2018.

#### Danh sách bài hát
1. "Boombayah"
2. "Playing With Fire"
3. "Whistle"
4. "Stay"
5. "As If It's Your Last"
6. "Boombayah" (phiên bản tiếng Hàn)

#### Ngày
| Ngày                | Quốc gia | Thành phố | Địa điểm       | Khán giả |
| ------------------- | -------- | --------- | -------------- | -------- |
| 20 tháng 7 năm 2017 | Nhật Bản | Tokyo     | Nippon Budokan | 14.000   |

## Fan Meeting

#### 2019 Private Stage [Chapter 1]
Fan meeting được tổ chức vào lúc 1PM VÀ 6PM (giờ Hàn) ngày 21 tháng 9 năm 2019.
| Ngày                         | Thành phố | Quốc gia | Địa điểm           |
| ---------------------------- | --------- | -------- | ------------------ |
| 21 tháng 9 năm 2019 (2 Show) | Seoul     | Hàn Quốc | Hội trường Olympic |

## Buổi biểu diễn tại các lễ trao giải, lễ hội âm nhạc
| Năm  | Tên                                                          | Thành viên | Bài hát biểu diễn | Ngày phát sóng               | Quốc gia                    | Chú thích                                                                 |
| ---- | ------------------------------------------------------------ | ---------- | --- | ---------------------------- | --------------------------- | ------------------------------------------------------------------------- |
| 2016 | Asia Artist Awards                                           | Cả nhóm    | "Whistle" "Playing with Fire" | 16 tháng 11                  | Hàn Quốc                    |                                                                           |
| 2016 | Melon Music Awards                                           | Cả nhóm    | "Whistle" "Playing with Fire" | 19 tháng 11                  | Hàn Quốc                    |                                                                           |
| 2016 | SBS Gayo Daejeon                                             | Cả nhóm    | "Whistle" "Playing with Fire" | 27 tháng 12                  | Hàn Quốc                    |                                                                           |
| 2017 | Golden Disc Awards                                           | Cả nhóm    | "Whistle" "Playing with Fire" | 13 tháng 1                   | Hàn Quốc                    |                                                                           |
| 2017 | Seoul Music Awards                                           | Cả nhóm    | "Playing with Fire" "Boombayah" | 20 tháng 1                   | Hàn Quốc                    |                                                                           |
| 2017 | Gaon Chart Music Awards                                      | Cả nhóm    | "Whistle" "Playing with Fire" | 22 tháng 2                   | Hàn Quốc                    |                                                                           |
| 2017 | Konkuk University Festival                                   | Cả nhóm    | "Whistle" "Stay" "Playing with Fire" Boombayah" | 16 tháng 5                   | Hàn Quốc                    |                                                                           |
| 2017 | Myongji University Festival                                  | Cả nhóm    | "Whistle" "Stay" "Playing with Fire" Boombayah" | 16 tháng 5                   | Hàn Quốc                    |                                                                           |
| 2017 | Sungkyul University Festival                                 | Cả nhóm    | "Whistle" "Stay" "Playing with Fire" Boombayah" | 17 tháng 5                   | Hàn Quốc                    |                                                                           |
| 2017 | Kwangwoon University Festival                                | Cả nhóm    | "Whistle" "Stay" "Playing with Fire" Boombayah" | 19 tháng 5                   | Hàn Quốc                    |                                                                           |
| 2017 | Yonsei University AKARAKA Festival                           | Cả nhóm    | "Whistle" "Stay" "Playing with Fire" Boombayah" | 20 tháng 5                   | Hàn Quốc                    |                                                                           |
| 2017 | Ulsan Summer Festival Show! Music Core                       | Cả nhóm    | "As If It's Your Last" "Whistle" Playing with Fire" | 24 tháng 7                   | Hàn Quốc                    |                                                                           |
| 2017 | A-Nation Japan                                               | Cả nhóm    | "Boombayah" "Playing with Fire" Whistle" As If It's Your Last" | 27 tháng 8                   | Nhật Bản                    |                                                                           |
| 2017 | Kobe Collection                                              | Cả nhóm    | "Boombayah" "Playing with Fire" Whistle" As If It's Your Last" | 4 tháng 9                    | Nhật Bản                    |                                                                           |
| 2017 | SBS Inkigayo K-pop Super Concert in Daejeon                  | Cả nhóm    | "Playing with Fire" "As If It's Your Last" | 24 tháng 9                   | Hàn Quốc                    |                                                                           |
| 2017 | FEVER Festival 2017                                          | Cả nhóm    | "Whistle" "Stay" "Playing with Fire" As If It's Your Last" | 30 tháng 9                   | Hàn Quốc                    |                                                                           |
| 2017 | Korea Music Festival                                         | Cả nhóm    | "Playing with Fire" "As If It's Your Last" | 1 tháng 10                   | Hàn Quốc                    |                                                                           |
| 2017 | Busan One Asia Festival (BOF)                                | Cả nhóm    | "Playing with Fire" "As If It's Your Last" | 22 tháng 10                  | Hàn Quốc                    |                                                                           |
| 2017 | Pyeongchang Music Festival                                   | Cả nhóm    | "Playing with Fire" "Stay" "As If It's Your Last" | 28 tháng 10                  | Hàn Quốc                    |                                                                           |
| 2017 | SBS Gayo Daejeon                                             | Cả nhóm    | "So hot" (Cover) "As If It's Your Last" | 25 tháng 12                  | Hàn Quốc                    |                                                                           |
| 2018 | Golden Disc Awards                                           | Cả nhóm    | "Playing with Fire" "As If It's Your Last" | 10 tháng 1                   | Hàn Quốc                    |                                                                           |
| 2018 | All Live Nippon Vol. 6                                       | Cả nhóm    | "Boombayah" "Playing with Fire" Whistle" As If It's Your Last" | 21 tháng 1                   | Nhật Bản                    |                                                                           |
| 2018 | Seoul Music Awards                                           | Cả nhóm    | "As If It's Your Last" | 25 tháng 1                   | Hàn Quốc                    |                                                                           |
| 2018 | Tokyo Girls Collection                                       | Cả nhóm    | "Playing with Fire" "As If It's Your Last" Boombayah" | 31 tháng 3                   | Nhật Bản                    |                                                                           |
| 2018 | Sukkiri SUPER LIVE in Budokan                                | Cả nhóm    | "Boombayah" "Playing with Fire" Whistle" As If It's Your Last" | 21 tháng 4                   | Nhật Bản                    |                                                                           |
| 2018 | Myongji University Festival                                  | Cả nhóm    | "Whistle" "Playing with Fire" Stay" "As If It's Your Last" Boombayah" | 16 tháng 5                   | Hàn Quốc                    |                                                                           |
| 2018 | Seoul National University of Science and Technology Festival | Cả nhóm    | "Whistle" "Playing with Fire" Stay" "As If It's Your Last" Boombayah" | 17 tháng 5                   | Hàn Quốc                    |                                                                           |
| 2018 | Chung-Ang University Festival                                | Cả nhóm    | "Whistle" "Playing with Fire" Stay" "As If It's Your Last" Boombayah" | 18 tháng 5                   | Hàn Quốc                    |                                                                           |
| 2018 | Hanyang University Festival                                  | Cả nhóm    | "Whistle" "Playing with Fire" Stay" "As If It's Your Last" Boombayah" | 24 tháng 5                   | Hàn Quốc                    |                                                                           |
| 2018 | Korea University Festival, IPSELENTI 2018                    | Cả nhóm    | "Whistle" "Playing with Fire" Stay" "As If It's Your Last" Boombayah" | 25 tháng 5                   | Hàn Quốc                    |                                                                           |
| 2018 | Lotte Duty Free Family Concert                               | Cả nhóm    | "As If It's Your Last" "Stay" Forever Young" | 22 tháng 6                   | Hàn Quốc                    |                                                                           |
| 2018 | Tokyo Girls Collection Kitakyushu                            | Cả nhóm    | "DDU-DU DDU-DU" "Forever Young" As If It's Your Last" | 6 tháng 10                   | Nhật Bản                    |                                                                           |
| 2018 | MTV Video Music Awards Japan                                 | Cả nhóm    | "DDU-DU DDU-DU" | 10 tháng 10                  | Nhật Bản                    |                                                                           |
| 2018 | BBQ & SBS Super Concert                                      | Cả nhóm    | "DDU-DU DDU-DU" "Forever Young" | 14 tháng 10                  | Hàn Quốc                    |                                                                           |
| 2018 | Melon Music Awards                                           | Cả nhóm    | "DDU-DU DDU-DU" | 1 tháng 12                   | Hàn Quốc                    |                                                                           |
| 2018 | SBS Gayo Daejeon                                             | Cả nhóm    | "Solo" (Jennie) "DDU-DU DDU-DU" Forever Young" | 25 tháng 12                  | Hàn Quốc                    |                                                                           |
| 2019 | Golden Disc Awards                                           | Cả nhóm    | "Solo" (Jennie) "DDU-DU DDU-DU" Forever Young" | 5 tháng 1                    | Hàn Quốc                    |                                                                           |
| 2019 | Gaon Chart Music Awards                                      | Cả nhóm    | "Solo" (Jennie) "DDU-DU DDU-DU" Forever Young" | 23 tháng 1                   | Hàn Quốc                    |                                                                           |
| 2019 | Universal Music’s Grammy Artist Showcase                     | Cả nhóm    | "DDU-DU DDU-DU" "Forever Young" | 9 tháng 2 (giờ miền Đông Mỹ) | Mỹ                          |                                                                           |
| 2019 | Coachella Valley Music and Arts Festival                     | Cả nhóm    | "DDU-DU DDU-DU" "Forever Young" Stay" "Whistle" "Kiss and Make Up" "Solo" (Jennie) "Kill This Love" "Don't Know What To Do" "Kick It" "See You Later" "Playing with Fire" Boombayah" (8) "As If It's Your Last" | 12 và 19 tháng 4             | Mỹ                          |                                                                           |
| 2019 | A-Nation Japan                                               | Cả nhóm    | "DDU-DU DDU-DU" "Forever Young" "Stay" "Whistle" "Kill This Love" "Don't Know What To Do" "Kick It" "Boombayah" "As If It's Your Last"                                                                          | 17 tháng 8                   | Nhật Bản                    |                                                                           |
| 2019 | Summer Sonic 2019                                            | Cả nhóm    | "DDU-DU DDU-DU" "Forever Young" "Stay" "Whistle" "Kill This Love" "Don't Know What To Do" "Kick It" "Boombayah" "As If It's Your Last"                                                                          | 18 tháng 8                   | Nhật Bản                    |                                                                           |
| 2019 | Japan Wired Music Festical ’19                               | Cả nhóm    | "DDU-DU DDU-DU" "Forever Young" "Stay" "Whistle" "Kill This Love" "Don't Know What To Do" "Kick It" "Boombayah" "As If It's Your Last"                                                                          | 7 tháng 9                    | Nhật Bản                    |                                                                           |
| 2021 | Music Station SUMMER FES                                     | Cả nhóm    | "Lovesick Girls" | 20 tháng 8                   | Nhật Bản                    | Được quay tại Hàn Quốc vì COVID-19                                        |
| 2022 | 2022 MTV Video Music Awards                                  | Cả nhóm    | "Pink Venom" | 28 tháng 8                   | Mỹ                          | Lần đầu nhóm tham gia cũng như trình diễn tại lễ trao giải âm nhạc của Mỹ |
| 2023 | Concert gây quỹ từ thiện Le Gala des Pièces Jaunes           | Cả nhóm    | "Pink Venom" "Shut Down" | 28 tháng 1 (phát sóng)       | Pháp                        | Ghi hình vào ngày 25 tháng 1 (giờ Pháp)                                   |
| 2023 | Coachella Valley Music and Arts Festival                     | Cả nhóm    | | 15 và 22 tháng               | Mỹ                          | Blackpink là headliner của lễ hội                                         |
| 2023 | BST Hyde Park                                                | Cả nhóm    | | 2 tháng 7                    | Công viên Hyde, London, Anh | Blackpink là headliner của lễ hội                                         |